# Campeonato Peruano de Fútbol de 1932
El Campeonato Peruano de Fútbol de 1932, denominado como «XVII Campeonato de la Liga Provincial de Football de Lima 1932», fue la edición número 17 de la Primera División Peruana y la 7.ª edición realizada por la FPF. Se desarrolló entre el 19 de junio y 2 de octubre de 1932, con la participación de ocho equipos. 
El campeón nacional de manera invicta fue Alianza Lima. No hubo equipo relegado, debido a que la Primera División se ampliaría a 10 equipos para 1933.

## Formato
El torneo se jugó a una sola rueda y se otorgaba tres puntos por partido ganado, dos puntos por partido empatado y un punto por partido perdido.
G: 3, E: 2, P: 1, walkover: 0.
- Desde 1931 hasta 1934 los resultados de una liga de equipos de reserva se han añadido como puntos de bonificación.

## Ascensos y descensos
| Club           | Ascendido como                       |
| -------------- | ------------------------------------ |
| Sport Progreso | 3.º en la Liguilla de Promoción 1931 |

- Lawn Tennis decidió desafiliarse de la Federación Peruana de Fútbol.
- Atlético Chalaco, Unión Buenos Aires y Alianza Frigorífico abandonaron la Liga para formar la Liga Provincial de Fútbol del Callao.
- Hidroaviación desapareció tras perder el apoyo de la Escuela de Hidroaviación de Ancón

## Equipos participantes
| Club                          | Ciudad |
| ----------------------------- | ------ |
| Alianza Lima                  | Lima   |
| Ciclista Lima                 | Lima   |
| Circolo Sportivo Italiano     | Lima   |
| Federación Universitaria      | Lima   |
| Sport Progreso                | Lima   |
| Sporting Tabaco               | Lima   |
| Sportivo Unión                | Lima   |
| Sportivo Tarapacá Ferrocarril | Lima   |

## Desarrollo
Según las bases del torneo, el Campeonato de Primera División se dividía en dos: Torneo de Primeros Equipos y Torneo de Reservas. A la tabla de posiciones del torneo de primeros equipos se le agregaban 0.25 puntos de bonificación por cada punto en el torneo de reservas, resultando una tabla de posiciones absoluta que definía al campeón de primera división de la temporada.. El sistema de puntos se detallaba de la siguiente manera: cada partido ganado otorgaba 3 puntos, partido empatado otorgaba 2 puntos, partido perdido otorgaba 1 punto y de no presentarse al encuentro (walk over) 0 puntos.  Al final de la competencia se declaraban tres campeones: campeón de reservas, campeón de primeros equipos y campeón de clubs o absoluto. 
En la última fecha, el Alianza Lima y la Federación Universitaria (Universitario de Deportes) llegaban con posibilidades del título absoluto. El 2 de octubre de 1932, la Federación Universitaria venció a Alianza Lima por dos goles a uno en el Torneo de Reservas consagrándose campeón en dicho torneo. Más tarde, Alianza Lima venció por 1 a 0 a la Federación Universitaria, gol de José María Lavalle, por el Torneo de Primeros Equipos consagrándose como campeón de dicho torneo. Finalmente, Alianza Lima fue declarado campeón de primera división de 1932 según la tabla de posiciones final. En esta temporada no hubo equipos relegados debido a que el campeonato tendría 10 participantes la temporada de 1933.

## Tabla de posiciones

### Primeros Equipos
| Pos. | Club                      | PJ | PG | PE | PP | GF | GC | DG  | PTS |
| ---- | ------------------------- | -- | -- | -- | -- | -- | -- | --- | --- |
| 1    | Alianza Lima              | 7  | 7  | 0  | 0  | 26 | 2  | +24 | 21  |
| 2    | Federación Universitaria  | 7  | 5  | 0  | 2  | 21 | 4  | +17 | 17  |
| 3    | Sporting Tabaco           | 7  | 4  | 1  | 2  | 20 | 9  | +11 | 16  |
| 4    | Ciclista Lima             | 7  | 2  | 2  | 3  | 18 | 17 | +1  | 13  |
| 5    | Sport Progreso            | 7  | 2  | 2  | 3  | 9  | 17 | –8  | 13  |
| 6    | Sportivo Unión            | 7  | 2  | 2  | 3  | 11 | 20 | –9  | 13  |
| 7    | Sportivo Tarapacá         | 7  | 0  | 3  | 4  | 9  | 17 | –8  | 10  |
| 8    | Circolo Sportivo Italiano | 7  | 1  | 0  | 6  | 2  | 30 | –28 | 9   |

### Equipos de Reserva
| Pos. | Club                      | PJ | PG | PE | PP | PTS |
| ---- | ------------------------- | -- | -- | -- | -- | --- |
| 1    | Federación Universitaria  | 7  | 6  | 1  | 0  | 20  |
| 2    | Alianza Lima              | 7  | 5  | 1  | 1  | 18  |
| 3    | Sporting Tabaco           | 7  | 3  | 2  | 2  | 15  |
| 4    | Ciclista Lima             | 7  | 2  | 3  | 2  | 14  |
| 5    | Circolo Sportivo Italiano | 7  | 3  | 0  | 4  | 13  |
| 6    | Sportivo Tarapacá         | 7  | 1  | 3  | 3  | 12  |
| 7    | Sportivo Unión            | 7  | 0  | 4  | 3  | 11  |
| 8    | Sport Progreso            | 7  | 0  | 2  | 5  | 9   |

### Tabla Absoluta
| Pos. | Club                      | PJ | PG | PE | PP | GF | GC | DG  | RESV | PTS   |
| ---- | ------------------------- | -- | -- | -- | -- | -- | -- | --- | ---- | ----- |
| 1    | Alianza Lima              | 7  | 7  | 0  | 0  | 26 | 2  | +24 | 4.50 | 25.50 |
| 2    | Federación Universitaria  | 7  | 5  | 0  | 2  | 21 | 4  | +17 | 5    | 22    |
| 3    | Sporting Tabaco           | 7  | 4  | 1  | 2  | 20 | 9  | +11 | 3.75 | 19.75 |
| 4    | Ciclista Lima             | 7  | 2  | 2  | 3  | 18 | 17 | +1  | 3.50 | 16.5  |
| 5    | Sportivo Unión            | 7  | 2  | 2  | 3  | 11 | 20 | –9  | 2.75 | 15.75 |
| 6    | Sport Progreso            | 7  | 2  | 2  | 3  | 9  | 17 | –8  | 2.25 | 15.25 |
| 7    | Sportivo Tarapacá         | 7  | 0  | 3  | 4  | 9  | 17 | –8  | 3    | 13    |
| 8    | Circolo Sportivo Italiano | 7  | 1  | 0  | 6  | 2  | 30 | –28 | 3.25 | 12.25 |

|  | Campeón |
|                            |
| Bicampeón Invicto Nacional |
| Alianza Lima 6.° título    |
|                            |

## Resultados
| Local \ Visitante             | ALI | CIC | CSI | UNI | PRO | TAB | SUN | TAR |
| ----------------------------- | --- | --- | --- | --- | --- | --- | --- | --- |
| Alianza Lima                  |     | —   | —   | 1–0 | 3–0 | —   | 7–0 | 2–0 |
| Ciclista Lima                 | 0–6 |     | —   | —   | —   | 0–0 | 2–3 | —   |
| Circolo Sportivo Italiano     | 1–5 | 0–3 |     | —   | 0–4 | —   | —   | —   |
| Federación Universitaria      | —   | 4–0 | 8–0 |     | —   | —   | 4–1 | 3–0 |
| Sport Progreso                | —   | 0–9 | —   | 0–1 |     | 2–1 | —   | —   |
| Sporting Tabaco               | 1–2 | —   | 9–0 | 2–1 | —   |     | —   | 4–2 |
| Sportivo Unión                | —   | —   | 1–0 | —   | 2–2 | 0–1 |     | —   |
| Sportivo Tarapacá Ferrocarril | —   | 2–2 | 0–1 | —   | 1–1 | —   | 4–4 |     |

#### Fecha 1
Los partidos se jugaron el 19 de junio de 1932.
| Equipo 1                  | Resultado | Equipo 2                      |
| ------------------------- | --------- | ----------------------------- |
| Sporting Tabaco           | 4–2       | Sportivo Tarapacá Ferrocarril |
| Federación Universitaria  | 4–0       | Ciclista Lima                 |
| Circolo Sportivo Italiano | 0–4       | Sport Progreso                |
| Alianza Lima              | 7–0       | Sportivo Unión                |

#### Fecha 2
Los partidos se jugaron el 26 de junio de 1932.
| Equipo 1                 | Resultado | Equipo 2                      |
| ------------------------ | --------- | ----------------------------- |
| Sport Progreso           | 0–9       | Ciclista Lima                 |
| Federación Universitaria | 4–1       | Sportivo Unión                |
| Alianza Lima             | 7–0       | Sportivo Tarapacá Ferrocarril |
| Sporting Tabaco          | 9–0       | Circolo Sportivo Italiano     |

#### Fecha 3
Los partidos se jugaron el 3 de julio de 1932.
| Equipo 1                 | Resultado | Equipo 2                      |
| ------------------------ | --------- | ----------------------------- |
| Federación Universitaria | 3–0       | Sportivo Tarapacá Ferrocarril |
| Ciclista Lima            | 0–0       | Sporting Tabaco               |
| Alianza Lima             | 3–0       | Sport Progreso                |
| Sportivo Unión           | 1–0       | Circolo Sportivo Italiano     |

#### Fecha 4
Los partidos se jugaron el 10 de julio de 1932.
| Equipo 1                      | Resultado | Equipo 2                  |
| ----------------------------- | --------- | ------------------------- |
| Sportivo Unión                | 0–1       | Sporting Tabaco           |
| Federación Universitaria      | 8–0       | Circolo Sportivo Italiano |
| Sportivo Tarapacá Ferrocarril | 1–1       | Sport Progreso            |
| Ciclista Lima                 | 0–6       | Alianza Lima              |

#### Fecha 5
Los partidos se jugaron el 18 de setiembre de 1932.
| Equipo 1                      | Resultado | Equipo 2                 |
| ----------------------------- | --------- | ------------------------ |
| Sportivo Tarapacá Ferrocarril | 2–2       | Ciclista Lima            |
| Sportivo Unión                | 2–2       | Sport Progreso           |
| Circolo Sportivo Italiano     | 1–5       | Alianza Lima             |
| Sporting Tabaco               | 2–1       | Federación Universitaria |

#### Fecha 6
Los partidos se jugaron el 25 de setiembre de 1932.
| Equipo 1                      | Resultado | Equipo 2                 |
| ----------------------------- | --------- | ------------------------ |
| Circolo Sportivo Italiano     | 0–3       | Ciclista Lima            |
| Sportivo Tarapacá Ferrocarril | 4–4       | Sportivo Unión           |
| Sport Progreso                | 0–1       | Federación Universitaria |
| Sporting Tabaco               | 1–2       | Alianza Lima             |

#### Fecha 7
Los partidos se jugaron el 2 de octubre de 1932.
| Equipo 1                      | Resultado | Equipo 2                  |
| ----------------------------- | --------- | ------------------------- |
| Alianza Lima                  | 1–0       | Federación Universitaria  |
| Sport Progreso                | 2–1       | Sporting Tabaco           |
| Sportivo Tarapacá Ferrocarril | 0–1       | Circolo Sportivo Italiano |
| Ciclista Lima                 | 2–3       | Sportivo Unión            |

## Máximos goleadores
| Jugador            | Equipo                    | Goles |
| ------------------ | ------------------------- | ----- |
| Lolo Fernández     | Universitario de Deportes | 11    |
| Juan Bulnes        | Sporting Tabaco           | 8     |
| Juan Puente        | Alianza Lima              | 8     |
| José María Lavalle | Alianza Lima              | 6     |

## Récords
- El equipo de Alianza Lima ganó 21 puntos de 21 disputados, (100% de puntos posibles) marcando por segunda vez consecutiva el récord de efectividad en la Liga Peruana de Fútbol.
- Alianza Lima anotó 26 goles en 7 partidos, un promedio de 3.71 goles por partido, siendo el 3.º mejor promedio de la Liga Peruana de Fútbol.
- Alianza Lima recibió sólo 2 goles en 7 partidos, un promedio de 0.29 goles por partido (récord nacional).